# Martín Chambi
Martín Jerónimo Chambi Jiménez (Coasa, Departamento de Puno, 5 de noviembre de 1891- Cuzco, 13 de septiembre de 1973) fue un fotógrafo peruano. Es considerado como pionero de la fotografía de retrato. Reconocido por sus fotos de testimonio biológico y étnico, ha retratado profundamente a la población peruana y su patrimonio. 
Martín Chambi buscó siempre saber más de su oficio, aprender de sus mayores en Arequipa (donde muy joven conoció a los hermanos Vargas), en el Cusco, en Lima o en el extranjero.

## Biografía
Martín Chambi Jiménez nació en una familia de campesinos quechuahablantes a finales del siglo XIX. Sus padres fueron Félix Chambi y Fernanda Jiménez. En su condición de indígena, la pobreza y la muerte del cabeza de familia hace emigrar al joven Martín Chambi, con solo catorce años, a buscar trabajo en las multinacionales que explotan las minas de oro de Carabaya en la selva a orillas del río Inambari.
La fortuna hace que sea allí donde traba su primer contacto con la fotografía, aprendiendo sus rudimentos de los fotógrafos ingleses que trabajan para la Santo Domingo Mining Co. Ese encuentro fortuito con la nueva técnica prende en él la chispa que le decide a buscarse el sustento como fotógrafo. Para ello emigra en 1908 a la ciudad de Arequipa, donde la fotografía está muy desarrollada y donde descuellan figuras de fotógrafos notables que venían tiempo marcando un estilo propio y manejando una técnica impecable.
El contexto social y cultural en que se desarrolló fue el óptimo, pues una ola creciente de interés turístico e histórico y de investigaciones arqueológicas (la ciudadela de Machu Picchu fue descubierta oficialmente en 1911), así como la llegada al sur de los beneficios modernos de la tecnología (motocicletas, automóviles, vuelos aéreos, nuevas carreteras), fueron, indudablemente los acicates visuales de su inquieto espíritu observador. Chambi fue uno de los protagonistas de la denominada Escuela de Fotografía Cusqueña. Expuso en vida por lo menos diez veces, tanto en el Perú como fuera de él. 

He leído que en Chile se piensa que los Indios no tienen cultura, que son incivilizados, que son intelectual y artísticamente inferiores en comparación a los blancos y los Europeos. Más elocuente que mi opinión, en todo caso, son los testimonios gráficos. Es mi esperanza que un atestado imparcial y objetivo examinará esta evidencia. Siento que soy un representativo de mi raza; mi gente habla a través de mis fotografías
Martín Chambi, 1936

Muchos críticos aseguran que dividió su trabajo en dos grupos: el de índole comercial, que incluía los retratos por encargo, en estudio y exteriores así como los grandes retratos grupales y el otro de carácter personal, que incluía su registro antropológico, básicamente retratos de la etnia andina y registro de tradicionales locales, también estarían sus numerosas vistas urbanas del Cuzco y sus vistas de restos arqueológicos. Si bien esta parte de la obra es cuantitativamente menor, se distingue por haber sido realizada con notable persistencia y continuidad.

## Obra fotográfica

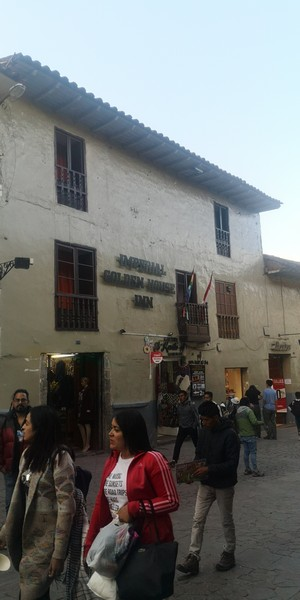
Vista actual del edificio donde se encontró el antiguo estudio de Martín Chambi en la calle Marqués de la ciudad del Cusco, Perú

Las tomas famosas en las que capta instantes cruciales de la vida moderna de la antigua capital del Tahuantinsuyo (por ejemplo, el primer vuelo aéreo a cargo de Velasco Astete) estarían, más bien, en el punto intermedio de ambas modalidades.
El investigador peruano Jorge Heredia, radicado en Ámsterdam, Holanda, asevera que la obra del fotógrafo ha sido revalorada desde fines de los años 1970 con resultados muy diversos, quizá tan heterogéneos como la naturaleza del mismo legado, cuya densidad, agrega,  permite destacar cualquier punto de apoyo para todo tipo de presentación.

El ha sido fotógrafo de blancos que codiciaban sus imágenes, pero también de indios y mestizos.
Jorge Heredia

Heredia también afirma que el artista puede ser tomado como un fotógrafo documental al pie de la letra y también puede acercársele a cierto formalismo o ser considerado sin más como un llano producto artístico, así como hizo el pictorialismo en su época.
Se dice que tuvo un claro sentido práctico como profesional de la imagen. Esto lo indican especialistas en la materia como el cineasta José Carlos Huayhuaca, autor del libro Martín Chambi, fotógrafo, quien sentencia que este era un hombre con los pies en la tierra, aunque no al punto de hacer cosas por razones monetarias, pues de lo contrario se hubiese quedado en Arequipa, donde tenía más posibilidades que en el Cuzco. Una de las etapas de su vida pocas veces mencionada en detalle ha sido su labor de reportero gráfico  para el diario La Crónica y la revista Variedades (1920-1927), publicaciones peruanas que ilustraron muchas de sus páginas durante el Oncenio de Augusto B. Leguía con fotografías inéditas de Chambi, todas ellas muy sugestivas, nítidas y perfectamente concebidas.
Acontecimientos, curiosidades, hechos singulares, noticias en suma, era lo que el lente puneño, adoptado por el Cuzco, reveló en el trabajo diario, y no solo para la capital limeña, sino también para la ciudad cosmopolita de Buenos Aires, donde colaboró en el diario La Nación.
Y es que su obra trasciende preocupaciones personales y llega a calar a fondo en el alma colectiva del pueblo. En su caso, el arte fotográfico no deviene verticalmente de parámetros indigenistas, como podría creerse, aunque aquel estímulo de reivindicación lo ayudó a tomar conciencia de su identidad cultural, sino que se enriquece verdaderamente de sí mismo, como artista que fue en el esfuerzo por captar lo singular de cada persona, situación o paisaje.
Tras disfrutar en vida del reconocimiento de la crítica, de la prensa y del público, sufrió un decaimiento de su salud y quizá también de su obra. Pese a ello, en 1958, al celebrar sus bodas de oro como profesional, su figura se renovó e incluso recobró presencia en los medios de comunicación en entrevistas y reportajes. Parte importante del archivo Chambi, estuvo bajo el cuidado de su hija Julia Chambi hasta el fallecimiento de esta en 2003, continuado por su nieto Teo, quien promovió la obra por distintos países de Latinoamérica. y Europa. 

Todo se conserva en las cajas que dejó mi abuelo, con su propia clasificación de puño y letra. Son alrededor de 30 000 placas; más 12 000 a 15 000 fotografías en rollos, que es un reciente descubrimiento cuyos detalles pronto publicaremos.
Teo Allain Chambi, nieto del artista y Director del Archivo Fotográfico Martín Chambi

Solo después de su muerte, acaecida en 1973, su obra ha vuelto a ser estudiada, apreciada y admirada por todo el mundo, a partir de exposiciones internacionales, como la que se realizó a mediados de la década de 1990 en el Círculo de Bellas Artes de Madrid (España), o la más reciente, en noviembre de 2001, en París (Francia) en los sobrios ambientes del Instituto Cervantes, entre otros.

Es arriesgado insistir demasiado en el valor testimonial de sus fotos. Ellas lo tienen, también, pero ellas lo expresan a él tanto como al medio en que vivió y atestiguan (...) que cuando se ponía detrás de una cámara se volvía un gigante, una verdadera fuerza inventora, recreadora de la vida.
Mario Vargas Llosa

## Contexto
Chambi nació en una aldea surandina en el seno de una comunidad campesina de tradiciones indígenas quechuas. 
En Chambi se dio la concurrencia afortunada de varias circunstancias históricas, siendo las principales,-sin entrar en detalle-, la llegada tardía de la revolución industrial a los Andes, con toda la secuela de encuentros de la modernidad con la tradición; el relativo auge económico local, motivado principalmente por el aumento del comercio, las mejoras de la comunicación y los servicios, y el consiguiente interés turístico creciente por el Cuzco;y la emergencia de programas sociales y políticos pro-indígenas surgidos desde los centros urbanos con su importante correlato de movimientos artístico-literarios que se permeaban en el quehacer cultural. 
Mientras que Chambi se aprovechó con resolución, sagacidad y talento de la situación en que se encontraba, esta es totalmente irrepetible. Es más, Chambi fue un caso aislado. La posibilidad que tuvo de realizar su obra tal como la hizo fue tan excepcional como su ascenso social.
Lo cual no quiere decir en absoluto que Chambi fuera el único fotógrafo en el Cuzco de aquel entonces, es más, parece que la efervescencia social, económica y cultural de aquellos días propició en el Cuzco el clima necesario para que una ola de fotógrafos desarrollaran obras peculiares; pero hasta el momento es el único que remonta de ese modo la escala social y también, un tanto injustamente, el único cuya obra ha sido ampliamente reconocida.
La fotografía en el Cuzco de las primeras décadas del siglo XX fue un signo más de la pujante modernidad que empapaba la sociedad, conjuntamente con el ferrocarril, la motocicleta, el automóvil y el aeroplano, cuya llegada ha sido fielmente documentada por Chambi. 
La fotografía en ese nuevo ambiente fue a su vez huella y marca, fue medio de registro y medio de darle forma a la inmigración, de uno mismo, de los demás, y también del ambiente en que se operaba. De hecho hubo un significativo encuentro de las formas de inmigración tradicionales, no solo las reinantes en el medio burgués que apoyaba a Chambi, sino también de las formas de los grupos menos favorecidos, los mestizos y los indígenas. Y todas estas imaginaciones a su vez se encontraron con las ventajas, limitaciones y demandas de la modernidad. Por sus características particulares, el fenómeno fotográfico mismo fue un escenario que influyó tremendamente en las formas de inmigración y dejó impreso estos encuentros, todos los choques, tropezones y magulladuras. Chambi casi lo único que hace es responder con habilidad tanto al estímulo de la cultura reinante como a la de sus orígenes; se alimenta de cultura para retroalimentar a su vez la cultura.

## Cronología

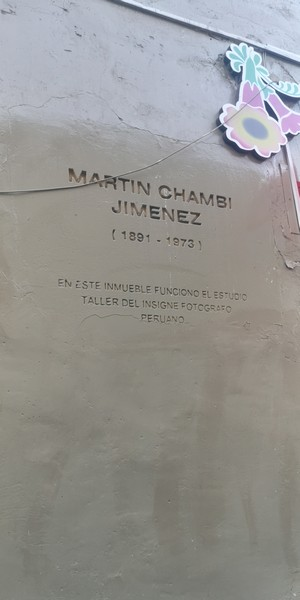
Cartel ubicado en el inmueble donde estuvo el estudio de Martín Chambi.

- 1891 - Martín Chambi nace en Coaza, al Norte del Lago Titicaca (Perú), en una familia de campesinos indígenas quechuahablantes.
- 1905 - Muerte de su padre. Viaja a orillas del Inambari para trabajar en las minas de oro. Una de las teorías manejadas es que los fotógrafos ingleses de la minera Santo Domingo Mining Co le enseñan las primeras nociones de fotografía.
- 1908 - Entra a trabajar de aprendiz en el estudio fotográfico de Max T. Vargas, en Arequipa, a quien él consideró su maestro en el arte de la fotografía.
- 1917 - Chambi abre su primer estudio en Sicuani, Cuzco.
- 1920 - Chambi se establece en la ciudad de Cuzco. El autor se encuentra aún en su etapa pintoresquista aprendida en Arequipa. Pronto su estudio se posicionó como el más importante ya que abarcaba realidades diferentes: ricos-pobres, blancos-indios y mestizos, tradición-renovación y modernidad, campo-ciudad, pasado-presente, fotografía artística-fotografía documental, forma-contenido, libertad-comercio, lógica racional-lógica circular [cita requerida]
- 1927 - Inicio de la etapa madura en la fotografía de Chambi.
- 1950 - Terremoto del Cuzco. Final de la Escuela cusqueña. Abandono paulatino de la actividad fotográfica de Chambi.
- 1958 - Exposición homenaje con motivo de los 50 años de Chambi como fotógrafo.
- 1964 - Exposición dedicada a Chambi en México (Primera Convención de la Federación Internacional de Arte Fotográfico)
- 1973 - Muere Martín Chambi en el Cuzco, en su antiguo estudio de la calle Marqués.
- 1977 - Primeros trabajos de catalogación y restauración del archivo fotográfico Chambi, financiados por la Fundación Earthwatch (Belmont, MA). Inicio del reconocimiento internacional de su obra.
- 1979 - Exposición retrospectiva de Chambi en el MOMA de Nueva York.
- 1981 - Muestra de fotografía latinoamericana en Zúrich (Suiza).
- 1990 - Exposición dedicada a Chambi en el Círculo de Bellas Artes de Madrid.
- 2006 - Exposición dedicada a Chambi en la Fundación Telefónica de Madrid.
- 2012 - Exposición: "Perú. Martín Chambi-Castro Prieto". Diputación de Cádiz.